# 牛埠镇
牛埠镇，是中华人民共和国安徽省芜湖市无为市下辖的一个乡镇级行政单位。

## 行政区划
牛埠镇下辖以下地区：
牛埠社区、土桥社区、百洼村、民权村、枫林村、东湖村、岗桥村、新墩村、柏杨村、青山村、黄柏村、蔚山村、新建村、临湖村和迎接村。